# Thomas Seaton Scott
Thomas Seaton Scott (16 août 1826 – 15 ou 16 juin 1895) est un architecte canadien. Né à Birkenhead, en Angleterre, il a immigré au Canada au début de sa carrière et s'est d'abord installé à Montréal. Il a été embauché par le Grand Tronc et a travaillé pour eux sur un certain nombre d'ouvrages, dont la Gare Union de Toronto et de la gare Bonaventure à Montréal.
En 1871, il a été embauché par le ministère des Travaux publics et il a conçu un certain nombre de nouveaux édifices du gouvernement d'Ottawa dans les années qui ont suivi la Confédération canadienne. Parmi ses œuvres, mentionnons l'édifice de l'Ouest du Parlement du Canada, le manège militaire de la place Cartier et le bureau de poste du Dominion, aujourd'hui démoli. De 1872 à 1881, il occupe le poste d'architecte en chef du Dominion et joue donc au moins un rôle de supervision dans tous les grands projets gouvernementaux. Il est considéré comme l'un des créateurs du style Dominion qui a dominé l'architecture institutionnelle canadienne au XIXe siècle. Il a été membre fondateur de l'Académie royale des arts du Canada. Thomas Fuller lui a succédé à titre d'architecte en chef. 